# Хасмин Бесар Варела
Хасмин Бесар Варела (шп. Jazmín Beccar Varela; рођена 28. априла 1986. у Буенос Ајресу, Аргентина) је аргентинска глумица, најпознатија по улози Лухан Линарес у телевизијској серији Бунтовници.

## Филмографија
- 2002 — 2003: [3]
- 2005:
- 2007: